# Ṝ́
Ṝ́ (minuscule : ṝ́), appelé R macron accent aigu point souscrit, est une lettre latine utilisée dans la transcription du sanskrit védique.
Il s’agit de la lettre R diacritée d’un macron et d’un accent aigu et d’un point souscrit.

## Utilisation
Dans la romanisation du sanskrit védique, ‹ ṝ́ › représente une ṝ élevée (accentuation védique). Dans la romanisation, l’accent aigu représente l’accent védique udatta.

## Représentations informatiques
Le R macron accent aigu point souscrit peut être représenté avec les caractères Unicode suivants : 
- composé et normalisé NFC (latin étendu additionnel, diacritiques) :

| formes    | représentations | chaînes de caractères | points de code | descriptions                                                               |
| --------- | --------------- | --------------------- | -------------- | -------------------------------------------------------------------------- |
| majuscule | Ṝ́               | Ṝ◌́                    | U+1E5C U+0301  | lettre majuscule latine r point souscrit et macron diacritique accent aigu |
| minuscule | ṝ́               | ṝ◌́                    | U+1E5D U+0301  | lettre minuscule latine r point souscrit et macron diacritique accent aigu |

- décomposé et normalisé NFD (latin de base, diacritiques) :

| formes    | représentations | chaînes de caractères | points de code              | descriptions |
| --------- | --------------- | --------------------- | --------------------------- | --- |
| majuscule | Ṝ́               | R◌̣◌̄◌́                  | U+0052 U+0323 U+0304 U+0301 | lettre majuscule latine r diacritique macron diacritique point souscrit diacritique macron diacritique accent aigu |
| minuscule | ṝ́               | r◌̣◌̄◌́                  | U+0072 U+0323 U+0304 U+0301 | lettre minuscule latine r diacritique point souscrit diacritique macron diacritique accent aigu                    |